# NGC 2841
NGC 2841 ist eine Spiralgalaxie mit aktivem Galaxienkern vom Hubble-Typ Sb im Sternbild Großer Bär am Nordsternhimmel. Sie ist schätzungsweise je nach Messmethode zwischen 30 und 65 Millionen Lichtjahre von der Milchstraße entfernt und hat einen Durchmesser von etwa 120.000 Lichtjahren. Die Entfernungsmessungen basierend auf den Radialgeschwindigkeiten stimmen nicht mit den rotverschiebungsunabhängigen Entfernungsschätzungen von 53 ± 15 Millionen Lichtjahren überein.
Gemeinsam mit NGC 2500, NGC 2537, NGC 2541, NGC 2552 und NGC 2681 bildet sie die NGC-2841-Galaxiengruppe.
In dieser Galaxie wurden die Supernovae SN 1912A, SN 1957A (Typ-Ia/P), SN 1972R (Typ-Ib) und SN 1999by (Typ-Ia/P) beobachtet.
Das Objekt wurde am 9. März 1788 von dem deutsch-britischen Astronomen Wilhelm Herschel entdeckt.